# Loangovävare
Loangovävare (Ploceus subpersonatus) är en hotad fågel i familjen vävare inom ordningen tättingar.

## Utseende och läten
Loangovävaren är med en kroppslängd på 12 cm en liten medlem av familjen. Hanen har svart ögonmask som sträcker sig ner på strupen och övre delen av bröstet i en spets. Den är guldgul på nacken samt hals– och bröstsidorna med varmt orangebrun ton på bröst och buk. Manteln och vingarna är olivgula, stjärten olivbrun. Honan har mer gult i pannan. Bland lätena hörs liknande gnissliga och tjippande läten som hos andra vävare.

## Utbredning och status
Fågeln förekommer i kustvatten vid södra Gabon vid Kongoflodens mynning. IUCN kategoriserar arten som sårbar.